# آماریلیس
گل نسرین یا آماریلیس (نام علمی: Amaryllis) نام یک سرده از تیره نرگسیان است که از گیاهان گل‎دار پیازی و شامل دو گونه است، که گونهٔ شناخته‌شده‌‎تر آماریلیس بلادونا از گیاهان بومی منطقه کیپ غربی آفریقای جنوبی بالاخص مناطق سنگی جنوب‌غربی مابین درهٔ رودخانه اُلیفنت و شهر نایزنا است.
گل های این سرده گاهی به‌اشتباه بنام سوسن یا لیلی نامیده میشوند، هرچند از دید گیاه‌شناسی، سردهٔ سوسن (Lilium) در خانواده (تیره) دیگری بنام سوسنیان (Liliaceae) قرار دارد.